# Flughafen Berlin Brandenburg
De luchthaven Berlin Brandenburg (BER) (Duits: Flughafen Berlin Brandenburg Willy Brandt) is een luchthaven gelegen 18 km ten zuiden van de Duitse hoofdstad Berlijn. De luchthaven is op 31 oktober 2020 geopend.
Berlin Brandenburg, wat ligt op de plek van Berlin-Schönefeld (SXF), vervangt de drie oude Berlijnse luchthavens. Berlin-Tempelhof (THF) werd reeds in 2008 gesloten. Berlin-Tegel (TXL) werd op 8 november 2020 gesloten.
De luchthaven heeft twee startbanen waarvan er een de bestaande tot 3.600 m verlengde zuidelijke baan van de oude Luchthaven Berlin-Schönefeld is. Ten zuiden daarvan is een nieuwe baan gebouwd, terwijl de noordelijke baan van Schönefeld in december 2007 werd opgeheven om plaats te maken voor een autowegverbinding naar de nieuwe luchthaven. Na de opening van Berlin Brandenburg wordt de resterende infrastructuur van Berlin-Schönefeld, de oude luchthaven die dan geen landingsbanen meer ter beschikking heeft, in de nieuwe luchthaven geïntegreerd.
Het compleet nieuwe luchthavengebouw met bijbehorende weg- en treinverbindingen is berekend op een capaciteit van meer dan 30 miljoen passagiers per jaar, maar kan door de modulaire bouwwijze indien nodig uitgebreid worden tot 50 miljoen passagiers.
In 2019 hadden Berlin-Schönefeld en Berlin-Tegel die toen operationeel waren samen 35,6 miljoen passagiers, wat sterk daalde tot 9 miljoen in 2020 gedurende de COVID-19 pandemie. In 2021 kon de Flughafen Berlin Brandenburg die het verkeer van de beide vorige luchthavens had overgenomen dat cijfer licht verhogen tot 9,9 miljoen passagiers.

## Tegenslagen tijdens de bouw
Met de bouw van de luchthaven, die in 2006 startte, liep heel wat mis. De geplande openingsdatum werd meerdere malen verschoven, de eerste geplande openingsdatum was november 2011, wat eerst uitgesteld werd tot 3 juni 2012. Half mei 2012 werd door de voorzitter van de raad van bestuur, Klaus Wowereit, burgemeester van Berlijn, bevestigd dat de opening opnieuw werd uitgesteld, ditmaal naar maart 2013. De vergunningen voor de luchthaven konden door de Brandenburgse keuringsdiensten niet worden afgegeven als gevolg van nog niet opgeleverde beheerssoftware voor de brandbeveiliging, klemmende elektronische deuren en een nauwelijks werkend luchtcirculatiesysteem.
Op 7 september 2012 werd een verder uitstel van de opening bevestigd, de nieuwe datum werd 27 oktober 2013. Ondertussen liepen de meerkosten voor de bouw van de luchthaven op tot 1,2 miljard euro. Begin januari 2013 werd duidelijk dat ook deze openingsdatum niet gehaald zou worden en dat een nieuwe openingsdatum op zijn vroegst in 2014 zou zijn.
Begin 2014 werd de opening weer verder verschoven naar 2016. De laatste tegenslag kwam door de renovatie van de noordelijke start- en landingsbaan, die nu nog onderdeel uitmaakte van de aangrenzende oude luchthaven Schönefeld. De werkzaamheden zouden in de zomer van 2014 beginnen, waarvoor een deel van de vluchten van en naar Schönefeld zou worden omgeleid naar een baan van de nieuwe luchthaven. Dat plan stuitte op verzet bij omwonenden vanwege de geluidsoverlast. Eerst moesten de huizen van goede geluidsisolatie zijn voorzien alvorens de baan gebruikt mag worden. Inmiddels is het complex ook veel duurder geworden.
Eind juni 2016 werd er een onderzoeksrapport gepresenteerd naar de redenen van de enorme vertraging en kostenoverschrijdingen. De conclusies waren zeer negatief, er was te weinig controle en een gebrek aan realiteitszin bij de bouw. Wegens fraude en nalatigheid werden er ruim tien gerechtelijke onderzoeken gestart.
In augustus 2016 keurde de Europese Commissie een lening goed van 1,1 miljard euro van een consortium van Duitse banken waarvoor de Duitse overheid en deelstaten Berlijn en Brandenburg garant staan. De directie van de luchthaven heeft het geld nodig om de bouw af te ronden. De kosten van de luchthaven lagen inmiddels op 6,6 miljard euro en dit is exclusief de nieuwe leningen.
Verdere problemen zorgden voor verder uitstel van de opening, de luchthaven zou volgens berichten uit januari 2017 op zijn vroegst open gaan in 2018. In december 2017 werd gemeld dat de openingsdatum nog steeds onzeker was.
In februari 2018 werd bekend dat de kosten verder zouden oplopen, de totale kosten zouden nu waarschijnlijk uitkomen op 7,3 miljard euro. De opening van het vliegveld werd opnieuw met twee jaar uitgesteld, naar 2020. In april 2020 kon TÜV Rheinland de operationele veiligheidscertificaten verlenen en kon ook het districtsbestuur van het Landkreis Dahme-Spreewald de uitbatingsvergunning verlenen, zodat de openingsdatum uiteindelijk werd vastgesteld op 31 oktober 2020, veertien jaar na de start van de bouw.

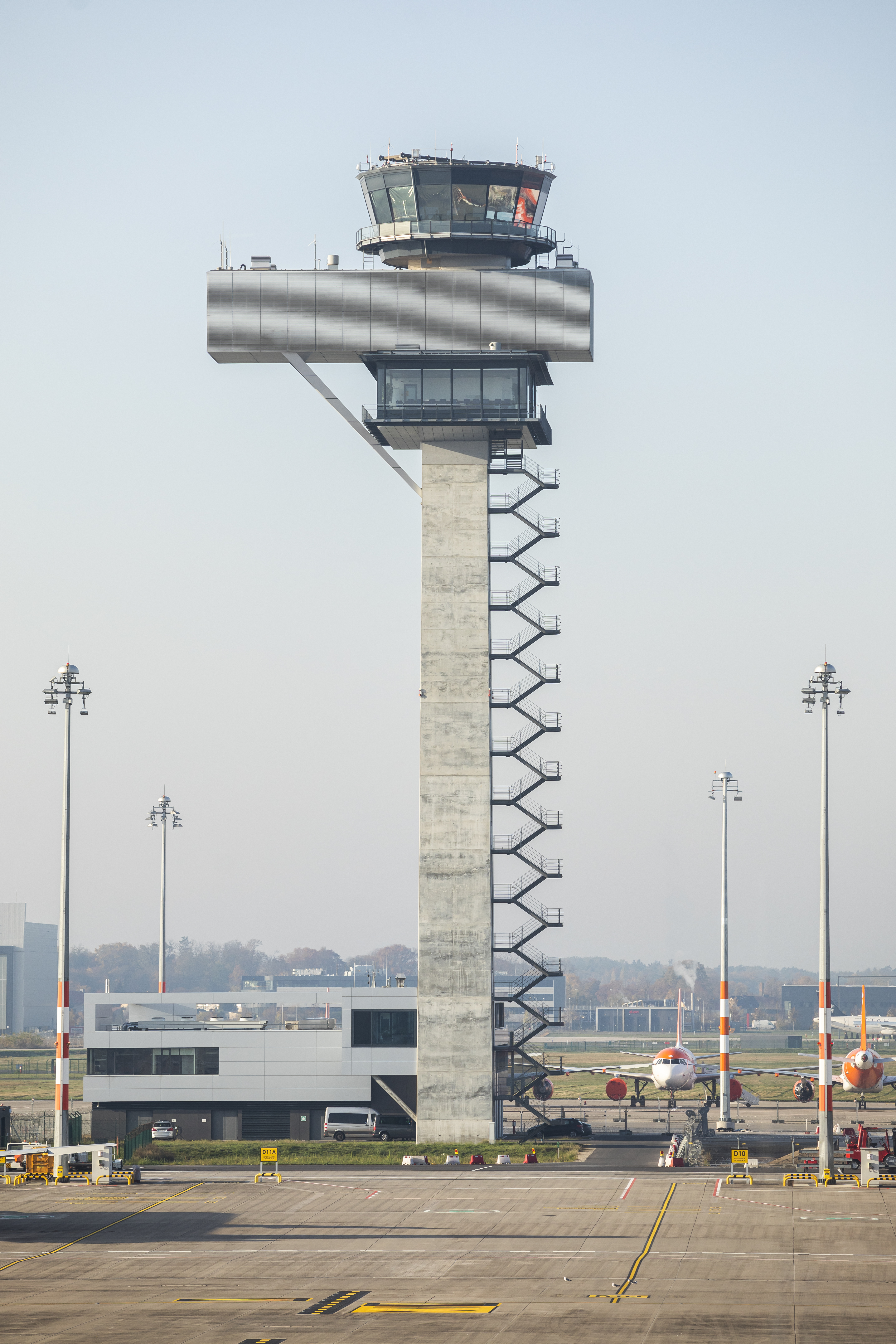
De verkeerstoren
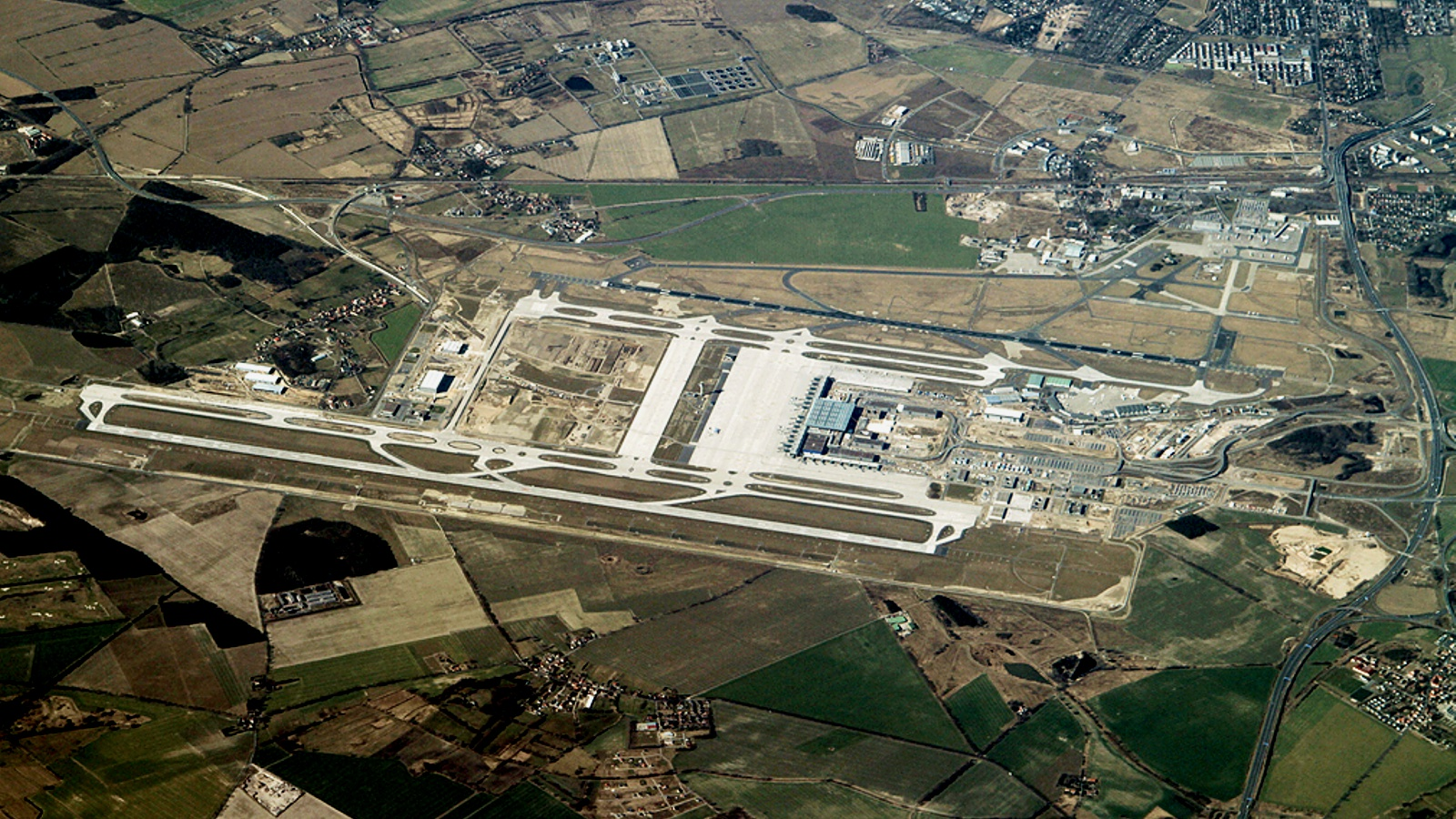
Luchtfoto van Flughafen Berlin Brandenburg (2012)
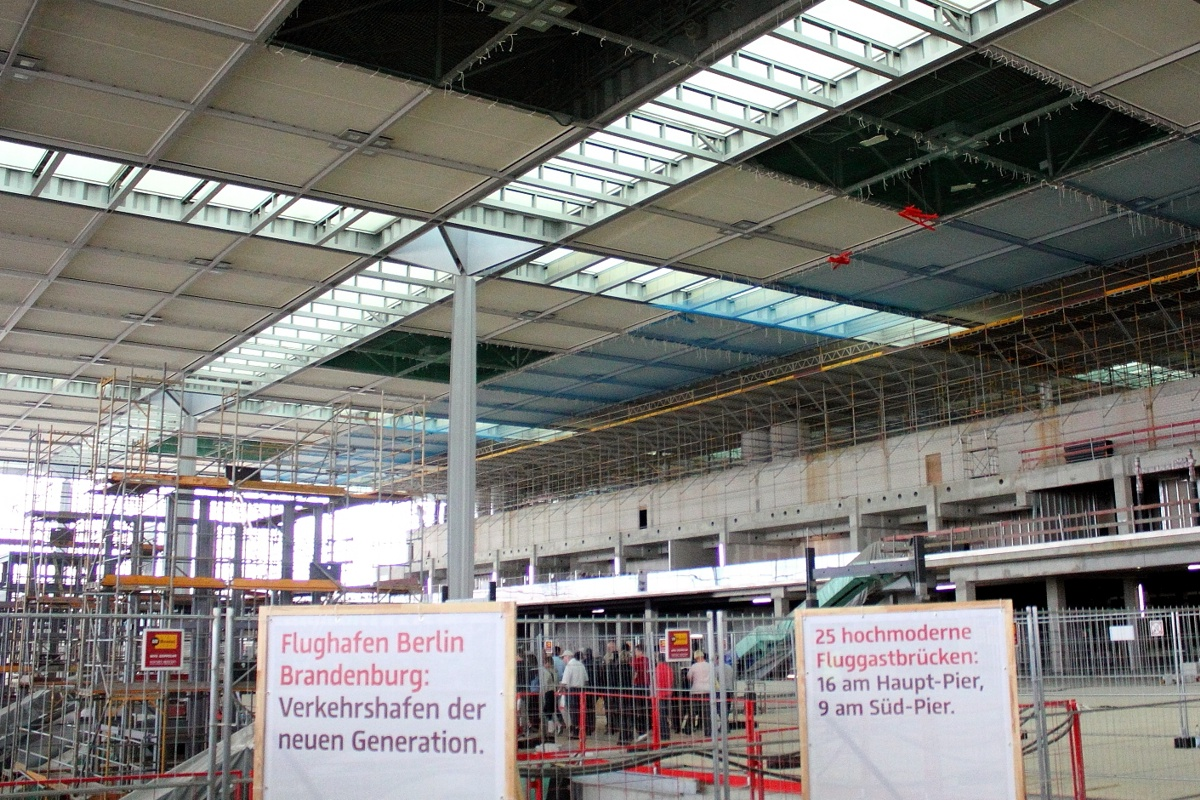
Binnenaanzicht terminal in aanbouw (2011)
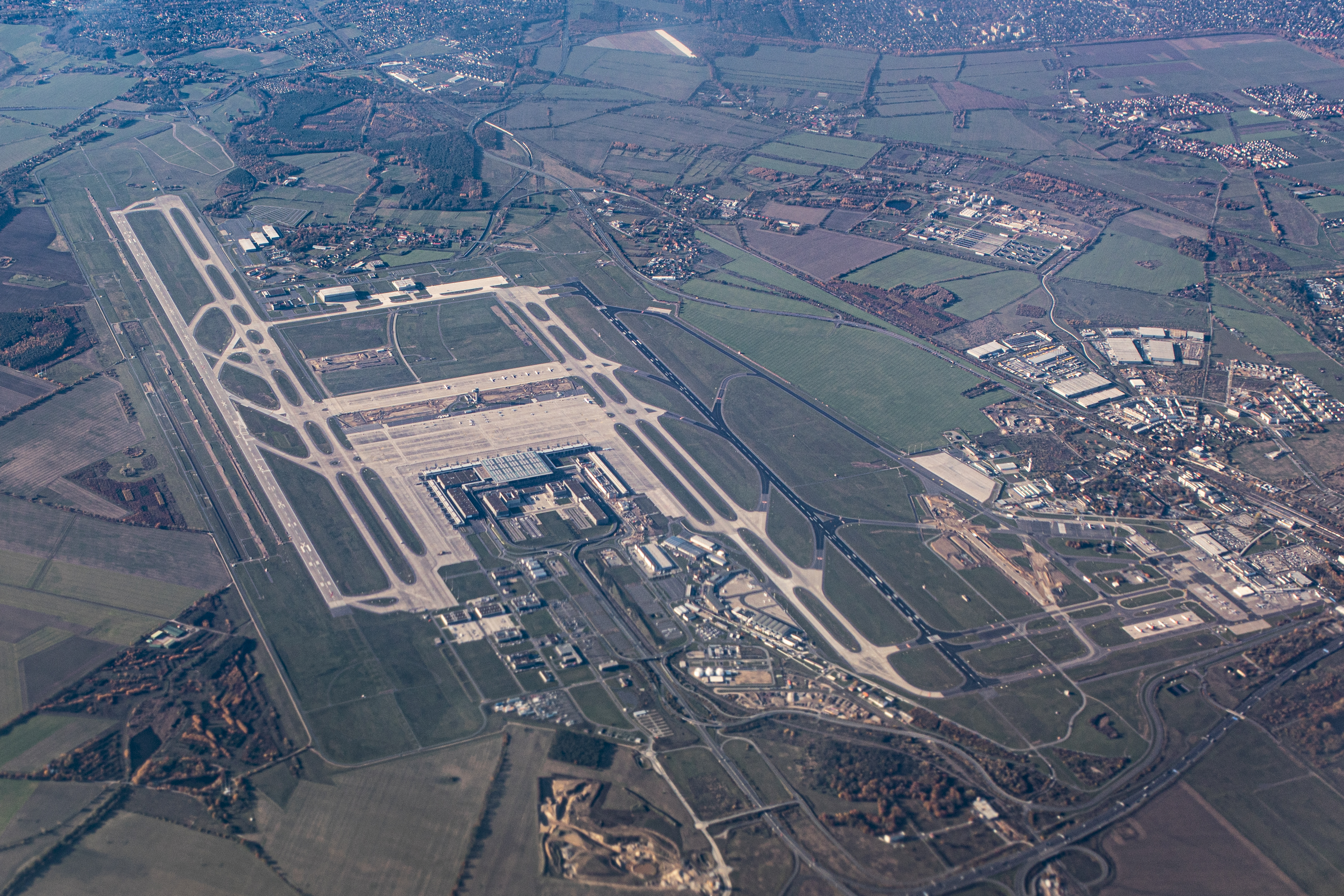
Luchtfoto (2019)
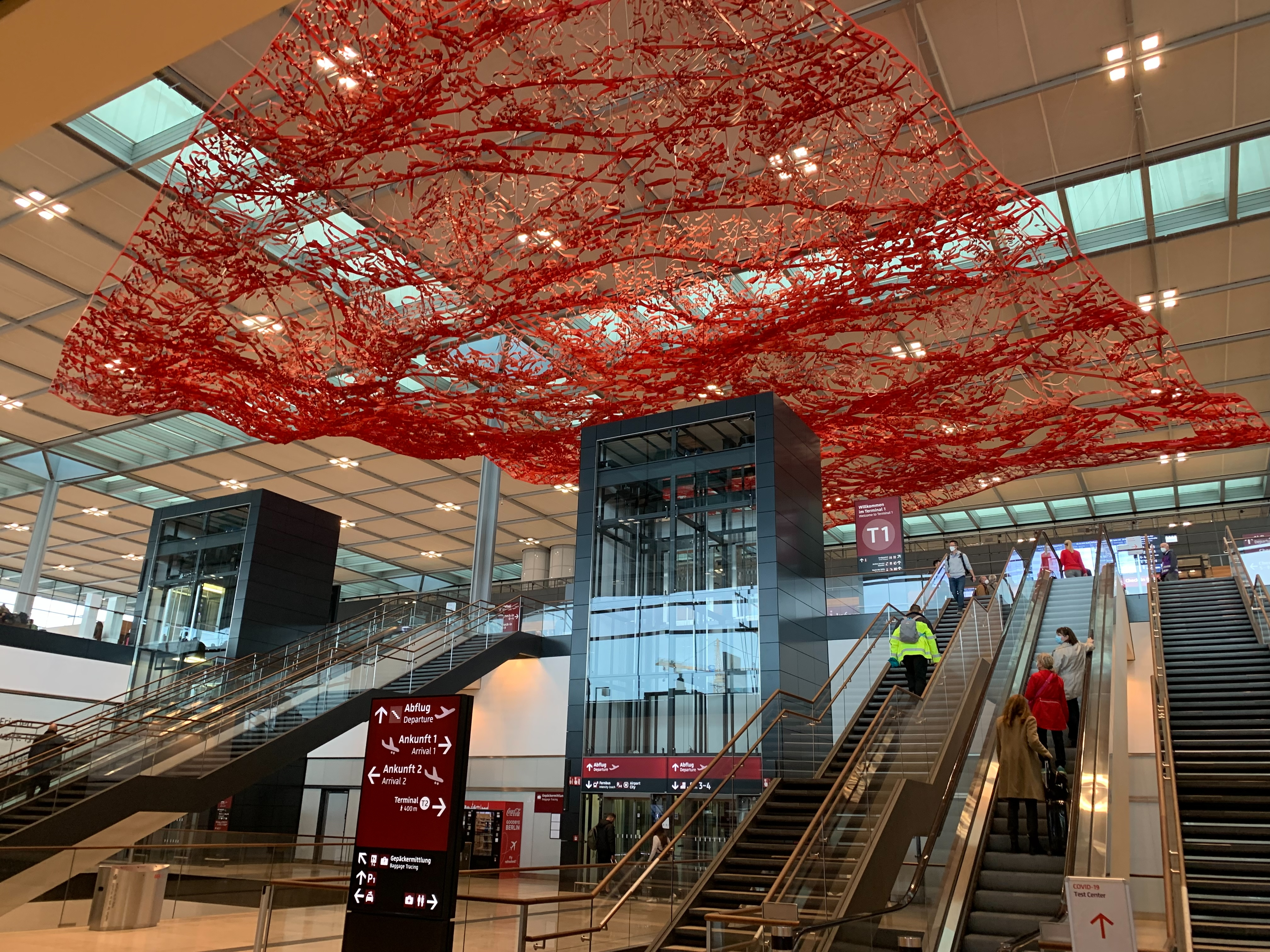
In de terminal (2021)